# Saint-Zacharie
Saint-Zacharie település Franciaországban, Var megyében. Lakosainak száma 5877 fő (2022. január 1.). Saint-Zacharie Auriol, Trets, Nans-les-Pins és Plan-d’Aups-Sainte-Baume községekkel határos.

## Népesség
A település népessége az elmúlt években az alábbi módon változott:
| Lakosok száma | 5086 | 5392 | 5615 | 5604 | 5993 | 6051 | 5985 | 5931 | 5877 |
|               | 2013 | 2015 | 2016 | 2017 | 2018 | 2019 | 2020 | 2021 | 2022 |